# Сараєво
Сара́єво (босн. Sàrajevo, серб. Сарајево) — найбільше місто і столиця Боснії і Герцеговини, та її складової частини Федерація Боснія і Герцеговина, адміністративний центр Сараєвського кантону. За даними перепису 2013 року, чисельність населення становить 291 422 особи.

## Загальні відомості
У місті розташовані численні заклади культури національного значення: Національний музей, Національна бібліотека Боснії і Герцеговини тощо.
У Сараєві розташований Центральний банк Боснії і Герцеговини і центральні офіси комерційних банків. У місті базуються найбільші компанії країни: BH Airlines, BH Telecom, Bosmal, Bosnalijek, CBS Bank, Dnevni avaz, Energopetrol, Oslobođenje, Fabrika Duhana Sarajevo, Sarajevska Pivara та Unioninvest. Також у Сараєві розташовані представництва іноземних компаній: Škoda Auto, Coca Cola та інших.
У місті розташований найвищий хмарочос на Балканах Аваз твіст тауер.

## Назва міста
Сараєво отримало свою назву від палацу, побудованого в середині XV століття. Термін «Сарай-оваси» вперше згадується в документі 1455 року і може означати поле, розташоване на захід від палацу: від турецького saray — «палац» і ovası — «поле». Для назви міста використовувалося назву Босна-Сарай (пор. Сарай — столиця Золотої Орди): від тюркського сарай — «палац, адміністративна будівля» (буквально «боснійський палац»), який був побудований пашею Газі Хусрев-Бегом в XVI столітті. Після приєднання Боснії до Австро-Угорщини 1878 року назву змінено на Сараєво — буквально «палацове».
Згідно з однією з версій, Сараєво було засновано на місці середньовічного міста Врхбосна (термін вперше згадується в 1415 році) — «верхня течія річки» або «гора над Боснією»: від сербського врх — «вершина, гора» і Босна — річка, поблизу якої розкинулося місто.
Босняки називали місто «Шехер-Сараєво», а турки — «Новий Дамаск». Через колишнє етнорелігійне різноманіття місто називали також Європейським або Балканським Єрусалимом. Для відмінності власне Сараєва від Східного Сараєва місто іноді називають «федеральним Сараєвом».

## Географія
Сараєво розташоване в центральній частині Боснії і Герцеговини та в межах історичної області Боснія. Місто знаходиться в Сараєвській долині, посеред Динарських Альп. Колись лісиста долина внаслідок розширення території міста після Другої світової війни була урбанізована. Місто оточують пагорби, які густо заросли деревами, та 5 гір. Найвища з них — це Трескавиця (2088 м), за нею йдуть Бєлашниця (2067 м), Яхорина (1913 м), Требевич (1627 м) і найнижча — Ігман (1502 м). Останні чотири з них відомі також як Олімпійські гори. Сараєво розташоване в середньому на 500 м вище за рівень моря. Ландшафт міста теж має гористий характер, про який свідчать численні закручені вулиці та будинки, які розташовані на схилах пагорбів.
Річка Міляцка — це один з сараєвських символів. Вона протікає через місто зі сходу через центр до західної частини Сараєва, де впадає у більшу річку — Босну. Миляцька, яку також називають «Сараєвською річкою», починається у місті Пале, яке розташоване у декількох кілометрах від Сараєва. Через місто та його передмістя протікають декілька невеликих річок та струмків.

### Клімат
Клімат району Сараєва помірно-континентальний, який відчуває вплив середземноморського клімату з півдня. Літо тепле. Найтепліший місяць — липень з середньою температурою 19,1 °С. Абсолютний максимум температури відзначалося 19 серпня 1946 року: 40,0 °С. В середньому літо в Сараєві триває 68 днів. Зима прохолодна. Найхолодніший місяць — січень із середньою температурою -1,3 °С. Взимку характерні тривалі тумани. Абсолютний мінімум температури відзначався 24 січня 1942: -26,4 °С. Температура повітря нижче 0 °С утримується в середньому 28 днів, в проміжку між 23 жовтня і 29 квітня. Сніговий покрив утримується 139 днів, в проміжку з 18 листопада по 6 квітня. Через близькість Адріатичного моря осінь тепліше весни.
Річне коливання температур становить 20,4 °C. Опади розподілені в році відносно рівномірно: максимум припадає на червень і жовтень, мінімум — на лютий і січень. Сонячне сяйво становить 1830 годин на рік, в тому числі 260 годин в серпні і 46 в грудні. Місто розташоване в 7-й зоні морозостійкості. Місцевість затоплюється повенями при виході з берегів річки Босна і її приток, включаючи Миляцьку.
| Клімат Сараєва (1961—1990)   | Клімат Сараєва (1961—1990) | Клімат Сараєва (1961—1990) | Клімат Сараєва (1961—1990) | Клімат Сараєва (1961—1990) | Клімат Сараєва (1961—1990) | Клімат Сараєва (1961—1990) | Клімат Сараєва (1961—1990) | Клімат Сараєва (1961—1990) | Клімат Сараєва (1961—1990) | Клімат Сараєва (1961—1990) | Клімат Сараєва (1961—1990) | Клімат Сараєва (1961—1990) | Клімат Сараєва (1961—1990) |
| Показник                     | Січ.                       | Лют.                       | Бер.                       | Квіт.                      | Трав.                      | Черв.                      | Лип.                       | Серп.                      | Вер.                       | Жовт.                      | Лист.                      | Груд.                      | Рік                        |
| Середній максимум, °C        | 2,7                        | 5,9                        | 10,4                       | 15,1                       | 20,3                       | 23,1                       | 25,5                       | 25,7                       | 22                         | 16,5                       | 9,7                        | 3,5                        | 15                         |
| Середній мінімум, °C         | −4,4                       | −2,3                       | 0,6                        | 4,4                        | 8,5                        | 11,4                       | 12,8                       | 12,6                       | 9,7                        | 5,7                        | 1,6                        | −2,8                       | 4,8                        |
| Норма опадів, мм             | 71                         | 67                         | 70                         | 74                         | 82                         | 91                         | 80                         | 71                         | 70                         | 77                         | 94                         | 85                         | 932                        |
| ---------------------------- | -------------------------- | -------------------------- | -------------------------- | -------------------------- | -------------------------- | -------------------------- | -------------------------- | -------------------------- | -------------------------- | -------------------------- | -------------------------- | -------------------------- | -------------------------- |
| Джерело: www.wetterkontor.de |                            |                            |                            |                            |                            |                            |                            |                            |                            |                            |                            |                            |                            |

## Історія

### Вбивство ерцгерцога
У Сараєві 28 червня 1914 член таємної сербської організації «Чорна рука» Гаврило Принцип вбив ерцгерцога Франца Фердинанда і його дружину Софі, що зрештою стало причиною початку Першої Світової війни.

### Облога Сараєва

Герб міста

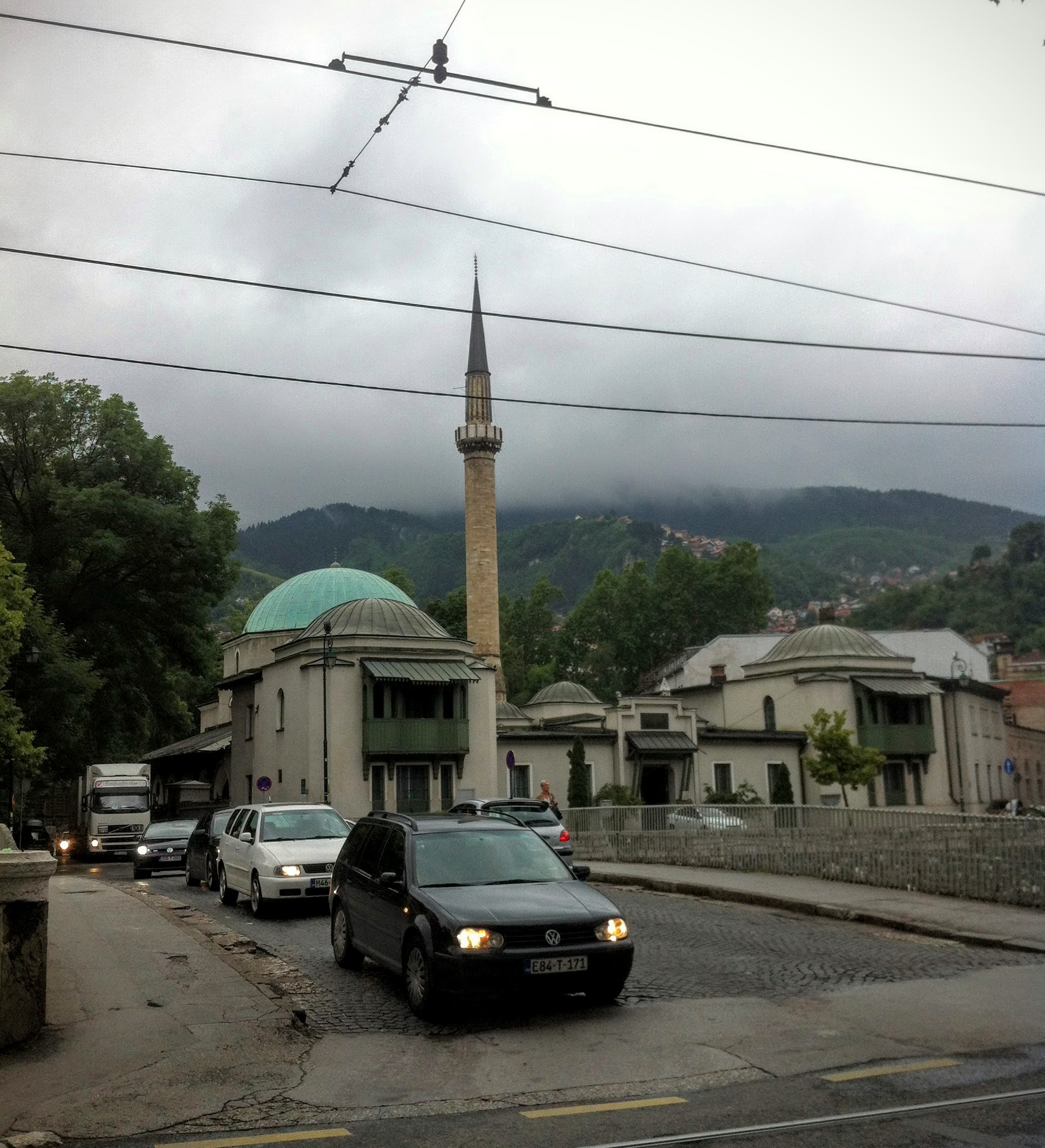
Мечеть у центрі Сараєва

Протягом боснійської частини югославської війни місто було у облозі від 5 квітня 1992 по 29 лютого 1996 року (тобто 1.425 днів). Це в тричі довше, ніж час облоги Сталінграда і на рік довше, ніж час блокади Ленінграда.

## Символіка
Герб Сараєва разом з прапором Сараєва були затверджені в 2000 році. В період панування Австро-Угорщини існував герб Сараєва з двома палицями і півмісяцем. 1965 року було затверджено новий герб, який був прообразом сучасного. Сучасний герб являє собою щит, що складається з трьох частин. У середній частині зображено фортечну стіну і ворота чорного кольору. У верхній частині зображені трикутники зеленого кольору, що символізують дах фортеці і гори одночасно. Нижня частина символізує річкову долину синього кольору з мостом білого кольору.
Прапор Сараєва являє собою прямокутне полотнище світло-блакитного кольору із співвідношенням сторін 1: 2, в центрі якого знаходиться герб Сараєва.

## Демографія
Населення чотирьох муніципалітетів міста Сараєво становить 275 524 особи, тоді як населення Сараєвського кантону оцінюється в 413 593 особи.

### Етнічний склад Сараєво , за муніципалітетами, перепис 2013 року
| Етнічний склад Сараєво , за муніципалітетами, перепис 2013 року |         |                  |                |                |                 |
| муніципалітет                                                   | всього  | Боснійці         | Серби          | Хорвати        | інші            |
| Центр Центр (громада)                                           | 55,181  | 41,702 (75.57%)  | 2,186 (3.96%)  | 3,333 (6.04%)  | 7,960 (14.42%)  |
| Новий Град Новий Град (громада, Сараєво)                        | 118,553 | 99,773 (84.16%)  | 4,367 (3.68%)  | 4,947 (4.17%)  | 9,466 (7.98%)   |
| Ново-Сараєво Ново-Сараєво                                       | 64,814  | 48,188 (74.35%)  | 3,402 (5.25%)  | 4,639 (7.16%)  | 8,585 (13.24%)  |
| Старі-Град Старі-Град (громада, Сараєво)                        | 36,976  | 32,794 (88.69%)  | 467 (1.3%)     | 685 (1.85%)    | 3,030 (8.19%)   |
| всього                                                          | 275,524 | 222,457 (80.74%) | 10,422 (3.78%) | 13,604 (4.94%) | 29,041 (10.54%) |

### Чисельність населення Сараєво
Історично Сараєво завжди було дуже густонаселеним містом, але в міру занепаду Османської імперії зменшилось і його населення. Хоча в 1660-х роках у Сараєво налічувалося близько 100 000 осіб, до кінця Другої світової війни в 1940-х роках Сараєво зросло лише до 115 000 осіб.
Нижче наведено деякі чисельності населення Сараєво протягом його історії. Цифри за 1580 і 1800 роки взято з H. Inalcık, An Economic and Social History of the Ottoman Empire (1994).  Цифри за 1626 і 1660 роки базуються на свідченнях мандрівних письменників, які підрахували, що в Сараєво на той час було 20 000 будинків і в середньому 5 осіб на будинок. Усі останні дані базуються на офіційних переписах Австро-Угорщини, Королівства Югославії та Соціалістичної Югославії, за винятком перепису 2002 року, який є оцінкою уряду кантону Сараєво. Усі цифри після 1945 року представляють більшу територію Сараєво.
| Рік  | Населення, чисельність |
| ---- | ---------------------- |
| 1580 | 40,000                 |
| 1626 | понад 60,000           |
| 1660 | понад 100,000          |
| 1800 | між 40,000 і 45,000    |
| 1910 | 51,919                 |
| 1921 | 66,317                 |
| 1931 | 78,173                 |
| 1945 | 115,000                |
| 1971 | 359,448                |
| 1991 | 527,049                |
| 2002 | 401,118                |

## Транспорт

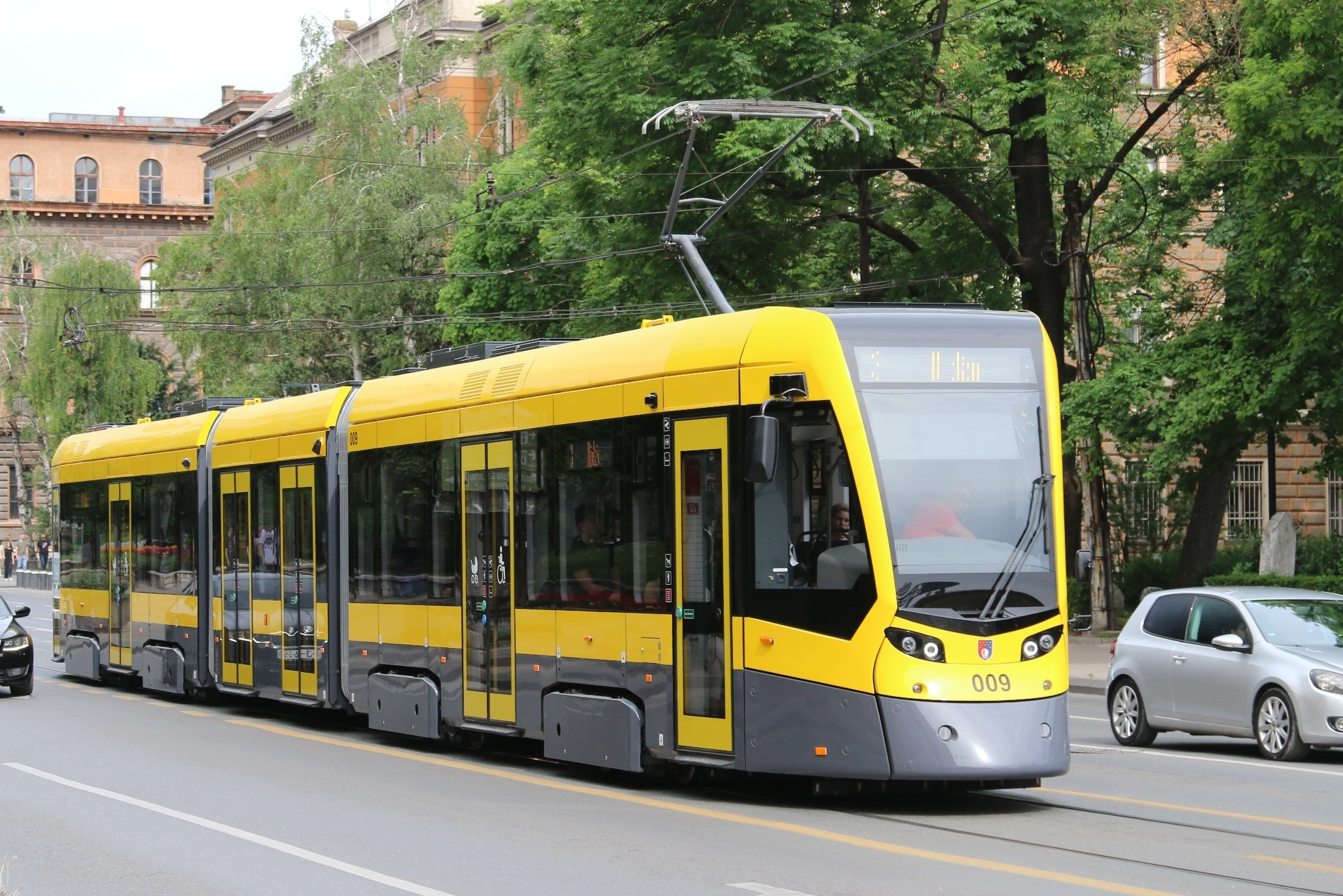
Сараєвський трамвай

Сараєво — великий вузол шосейних доріг. Автомагістраль A1, що проходить з півночі на південь країни, пов'язує Сараєво з містами Високо, Какань, Зениця, Добой на півночі і Мостар на півдні. Дорога є частиною європейських автомобільних маршрутів E73 і E761, з виходом до Хорватії, Угорщини та Сербії.
Автодорога національного значення М5 проходить через все місто в широтному напрямку, на заході з'єднується з автодорогою М18, яка, в свою чергу, з'єднує Сараєво з рештою країни в меридіанному напрямку. Автодорога М17 прямує на Мостар і Чапліну.
Громадський транспорт міста (трамваї, тролейбуси і автобуси) обслуговує комунальне підприємство «Gradski saobraćaj Sarajevo» («Міський транспорт Сараєва»). Сараєвський трамвай веде свою історію з 1885 року. Він курсує по головній магістралі міста вздовж річки Миляцкі, від Башчаршії до Ілиджи. Сараєвський тролейбус, запущений в 1984 році, з'єднує історичний центр Сараєва зі Східним Сараєвом.
Требевицька канатна дорога була відкрита в 1959 році. Мала довжину 2064 метрів, висоту підйому 576,6 м. Складалася з двох станцій, що з'єднували гору Требевич з районом Бистрик в центрі міста. Час підйому і спуску становив 12 хвилин. Функціонувала до початку війни в 1992 році, після чого була зруйнована..

### Міжміський

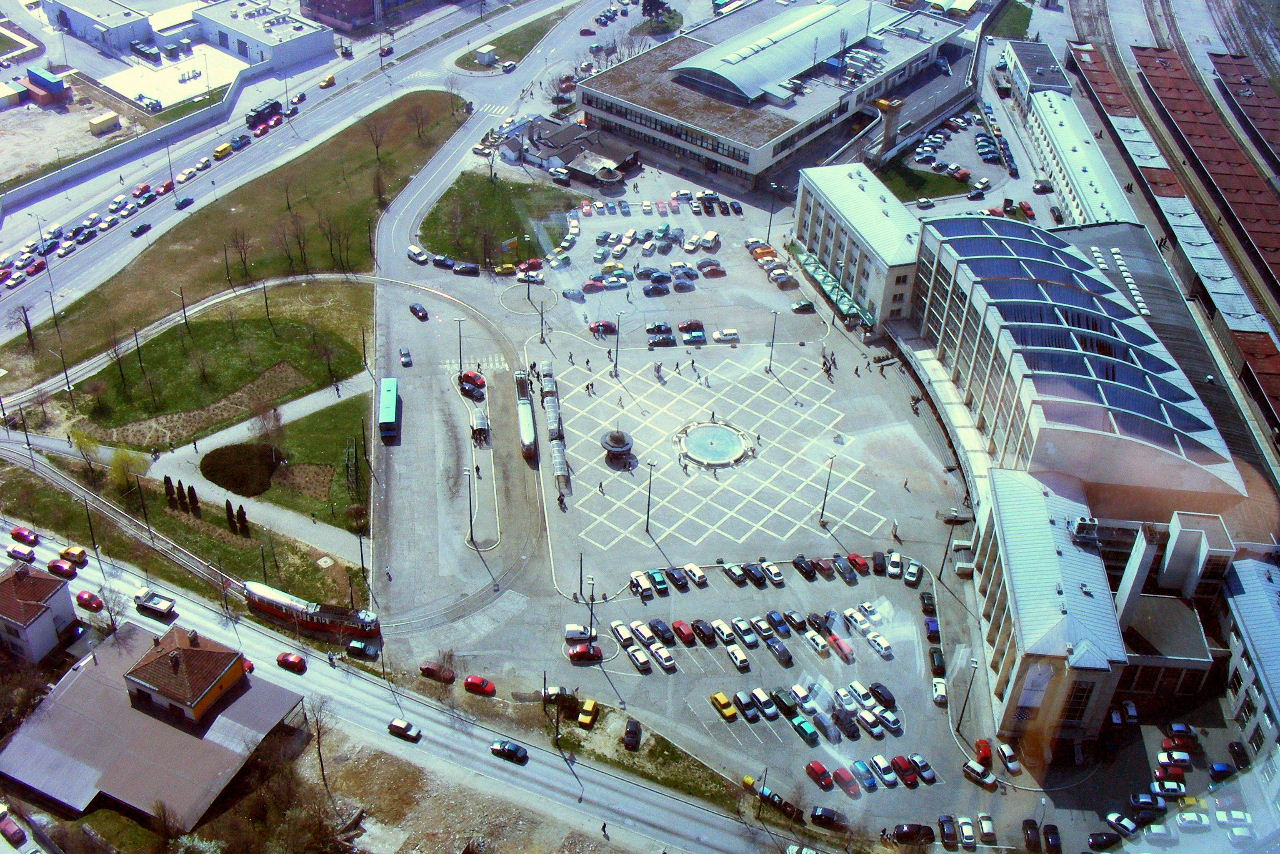
Залізничний та автобусний вокзали

Залізничний вокзал є масивною залізобетонною будівлею, побудовано німецькими військовополоненими за проєктом архітекторів з Чехословаччини і Східної Німеччини в 1953 році. Вокзал розташовано в центрі міста, двома лініями з'єднує Сараєво з північними районами країни до міста Бихач і містами Ябланиця, Мостар і Чапліна на півдні. Міжнародні поїзди прямують в хорватські міста Загреб і Плоче. Старий вокзал в Бистрик на лівому березі річки Миляцкі було побудовано в 1906 році. Із закриттям вузькоколійної залізниці в 1973 році і подальшого демонтажу колій будівля втратила своє призначення; наразі віднесено до культурно-історичних пам'яток національного значення.
Автовокзал, розташований поруч із залізничним вокзалом, обслуговує міжміські та міжнародні маршрути на Хорватію, Словенію і Західну Європу. Автобусне сполучення з Сербією, Чорногорією та Республікою Сербською здійснюється через автовокзал Східне Сараєво.

##### Аеропорт
Міжнародний аеропорт «Сараєво» був відкритий 2 червня 1969 року для внутрішнього сполучення. 1970 року Франкфурт став першим міжнародним пунктом призначення. Довший час аеропорт був «додатковим», куди пасажири вирушали на рейси до Загреба та Белграда на шляху до міжнародних напрямків. Згодом обсяг перевезень невпинно зростав з 70 тис. до 600 тис. пасажирів на рік. Перша реконструкція відбулася під час Зимових Олімпійських ігор 1984 року, коли злітно-посадкову смугу подовжили на 200 метрів, покращили систему навігації та побудували нову будівлю терміналу, розраховану на 1 мільйон пасажирів на рік.
Міжнародний аеропорт «Сараєво» розташований в декількох кілометрах на північний захід від міста, на території Федерації Боснії і Герцеговини. З 1994 по 2015 роки — місце базування літаків національної авіакомпанії B&H Airlines зі штаб-квартирою в Сараєво. Переривав роботу під час Боснійської війни. 
Під час Боснійської війни, аеропорт використовувався для рейсів ООН і гуманітарної допомоги.
Аеропорт був знову відкритий для цивільного повітряного сполучення 16 серпня 1996 року і відтоді був реконструйований. З моменту підписання Дейтонської угоди в 1995 році аеропорт здійснює комерційні рейси, до складу яких входять Austrian Airlines, Lufthansa, Air Serbia, Croatia Airlines, Turkish Airlines та інші. 2017 року міжнародний аеропорт Сараєво прийняв шість нових авіакомпаній і сім напрямків: AtlasGlobal (Стамбул), Wizz Air (Будапешт), Wataniya Airways (Кувейт), Nesma Airlines (Ер-Ріяд), TUI fly Belgium (Шарлеруа), flydubai (Дубай), Qatar Airways (Доха). 
У 2005 році європейське відділення Міжнародної ради аеропортів присудило Сараєво нагороду Найкращий аеропорт з пасажиропотоком до 1 мільйона пасажирів.
Здійснюються регулярні рейси (2015 рік) в країни Євросоюзу, Швейцарії, Стамбул, Белград, Осло. На західній околиці в межах міста розташовується військова авіабаза Райловаць.

## Освіта і наука

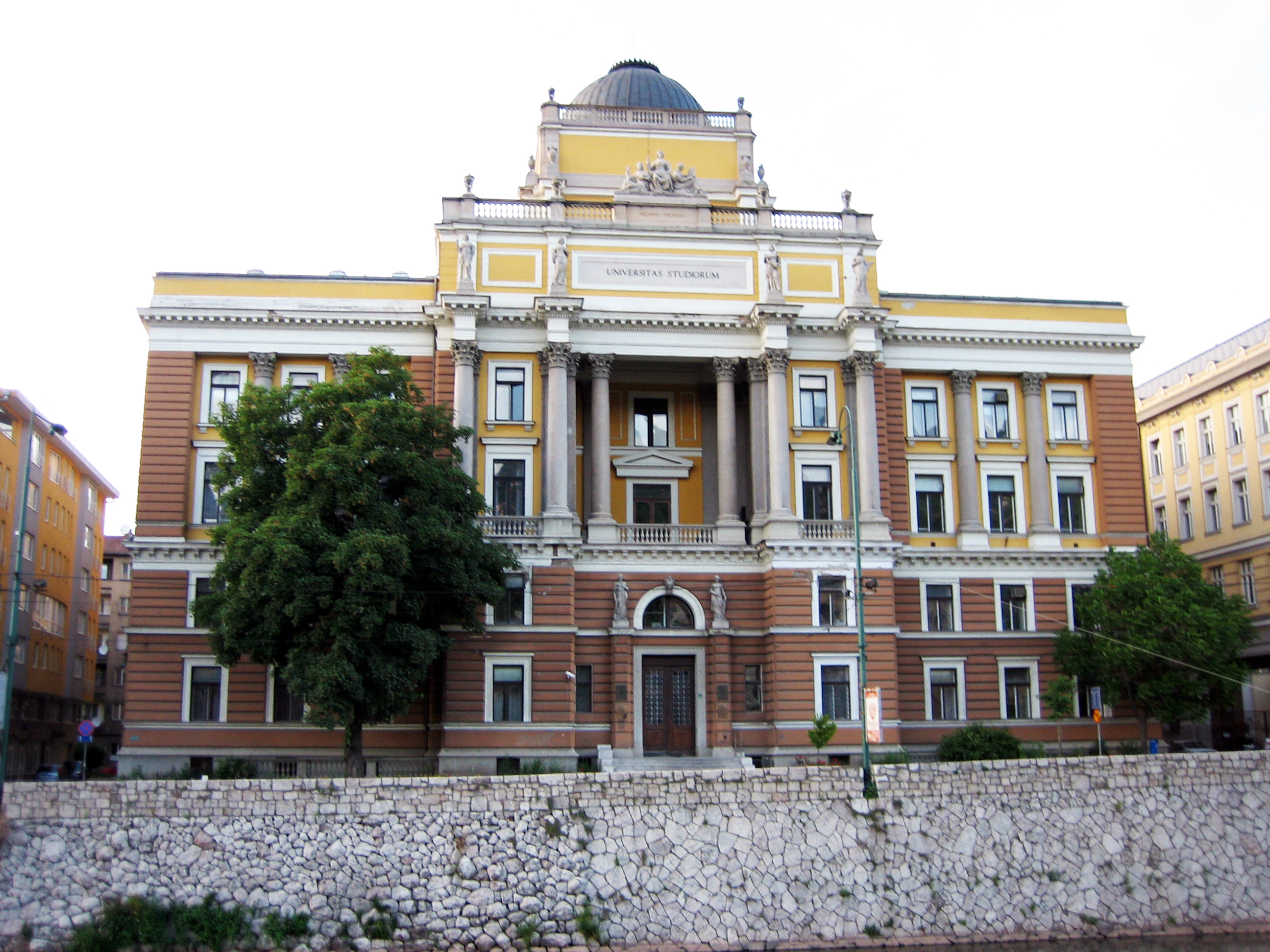
Ректорат і юридичний факультет Сараєвського університету

Діє більше двадцяти дошкільних установ; 23 початкових школи, початкова музична і балетна школа; 34 середніх шкіл, включаючи гімназії та установи професійної підготовки: медресе, медичні, електротехнічні, музична школи та інше.
У місті розташована Академія наук і мистецтв Боснії і Герцеговини. Національна бібліотека Боснії і Герцеговини заснована 1945 року. 1992 року, під час Боснійської війни, 90 % зібрань бібліотеки було знищено пожежею. Бібліотека Сараєва заснована 1947 року. Під час облоги Сараєва разом з архівом бібліотеки загинуло 150 тисяч книг. Має у своїй структурі 16 відділень в районах Сараєвського кантону.
Сараєвський університет у сучасному вигляді був заснований в 1940-і роки. До складу університету входить три академії — музична, витончених та сценічних мистецтв, два десятка факультетів, включаючи факультет ісламських наук і факультет католицького богослов'я.
Інші вищі школи:
- Сараєвське міжнародний університет, заснований 2004 року, веде навчання з технічних і гуманітарних наук.
- Сараєвська школа науки і технології, заснована 2004 року, веде навчання з технічних і гуманітарних наук. Кампус школи розташований в передмісті Ілиджі.
- Американський університет в Боснії і Герцеговині, заснований 2005 року, навчає економіці та юриспруденції.
- Сараєвська вища школа бізнесу, заснована 2004 року за участю американського Texas A & M University-Commerce, веде навчання за програмами MBA.
- Міжнародний університет Берча, заснований 2008 року, навчає мовам, економіці, архітектурі та інженерній справі.
- Сараєвський інститут сходознавства

## Спорт
У Сараєві базуються футбольні клуби: «Желєзнічар» (домашня арена — стадіон «Грбавіца»), «Сараєво» (стадіон «Асім Ферхатович-Хасе»), «Олімпік» (стадіон «Отока») і «Славія» («Міський стадіон СРК Славія»).

### XIV Зимові Олімпійські ігри
З 8 по 19 лютого 1984 року в Сараєві та його околицях проходили XIV Зимові Олімпійські ігри, в яких брали участь 49 країн. Урочисте відкриття відбулося на Олімпійському стадіоні «Кошево» (нині — стадіон «Асім Ферхатович-Хасе»). У самому місті гри проходили на Олімпійському стадіоні, спортивному центрі «Скендерія» і олімпійському комплексі «Зетра» (нині Олімпійський палац імені Хуана Антоніо Самаранча). Гірськолижні змагання серед чоловіків проходили на горі Бєлашніца, серед жінок — на горі Яхорина. На Іґмані проводилися змагання зі стрибків на лижах з трампліна, з лижного двоборства, з біатлону, з лижних перегонів. На Требевичі — змагання з бобслею. В іграх взяли участь 1272 спортсмена, у тому числі 998 чоловіків і 274 жінки. Талісманом ігор було вовченя Вучко.
На будівництво олімпійських об'єктів і супутньої інфраструктури було витрачено близько 150 млн доларів США. Під час війни 1992—1995 років майже всі ці об'єкти були пошкоджені, включаючи бобслейну трасу на горі Требевич.

## Уродженці
- Матракчі Насух (1480—1564) — османський учений, історик, мініатюрист
- Роза Папо (1914—1984) — югославська лікарка-інфекціоніст, генерал-майор санітарної служби Югославської Народної Армії
- Осман Муфтич (1934—2010) — хорватський інженер, дипломат, поет і живописець.
- Емир Кустуриця (* 1954) — сербський кінорежисер боснійського походження
- Санела Дженкінс (* 1973) — боснійська підприємець і філантроп, що мешкає в Каліфорнії.
- Фердинанд Льонер — австрійський та український військовий діяч і дипломат, майор, начальник штабу I-го корпусу Української Галицької армії